# Baseball-Reference.com
Baseball-Reference.com ist eine Website, die Baseball-Statistiken für einzelne Spieler und Teams der Major League Baseball bereitstellt. Die Seite wird von der Firma Sports Reference, LLC betrieben, die auch die Seiten Pro-Football-Reference.com, Basketball Reference und Hockey Reference verwaltet und laut Street & Smith's Sports Business Journal mehr als eine Million monatliche Nutzer hat.

## Geschichte
Gründer Sean Forman begann mit der Entwicklung der Website im Rahmen seiner Dissertation in Angewandter Mathematik und Computational Science an der University of Iowa. Bereits während seiner Dissertation schrieb er nebenbei Blog-Artikel über Sabermetrics. Formans Datenbank basierte auf einer Reihe von Baseball-Enzyklopädien.
Die Website ging im April 2000 online, nachdem sie zuvor im Februar 2000 als Teil der Website Big Bad Baseball Annual existierte. Ursprünglich war sie als Web-Interface der Lahman Baseball Database geplant, verfügt heute jedoch über eine ganze Reihe von Datenquellen.
Im Jahr 2007 wurde das Unternehmen Sports Reference, LLC gegründet. 2006 kündigte Forman seine Anstellung als Mathematikprofessor an der Saint Joseph’s University, um sich in Vollzeit der Entwicklung von Baseball-Reference.com zu widmen.
Im Februar 2009 kaufte Fantasy Sports Ventures Anteile an Sports Reference, LLC, der Muttergesellschaft von Baseball-Reference.com, für eine „niedrige siebenstellige Summe“.

## Inhalt

### Statistiken
Die Seite beinhaltet Daten zu allen gespielten Saisons aller MLB-Teams, inklusive der Stimmverteilung für Auszeichnungen wie den Cy Young Award, statistischer Rekorde (z. B. bester Batting Average der Saison), Ergebnisse des jährlichen MLB Drafts und Managerstatistiken. Zudem beinhaltet sie auch Zahlen zu den Negro Leagues und ein eigenes Wiki namens Bullpen, sowie Statistiken von Minor-League-Spielern ab dem Jahr 1888.

### Bullpen
Baseball-Reference.com verfügt über ein eigenes Wiki namens Baseball Reference Bullpen, das nach dem Prinzip der Wikipedia von allen Nutzern editiert werden kann. Baseball Reference Bullpen beinhaltet über 77.200 Artikel (Stand: Juli 2015).